# Diane Disney Miller
Diane Disney Miller (Los Ángeles, 18 de diciembre de 1933-Napa, 19 de noviembre de 2013) fue la única hija biológica de Walt Disney y de su esposa Lillian Bounds Disney.

## El legado de Disney
Comenzó a trabajar en el legado de su padre en los años cincuenta. Publicó una serie de ocho capítulos para el The Saturday Evening Post en 1956 titulado "Mi padre, Walt Disney", coescrito con Pete Martin. En 1957 publicó el libro La Historia de Walt Disney. Después de que su marido fuera removido de su cargo ejecutivo en The Walt Disney Company en 1984, Disney Miller empezó a limitar su implicación con la compañía.
Disney Miller fue clave en la realización del Walt Disney Concert Hall en el corazón de Los Ángeles. El proyecto fue iniciado con 50 millones de dólares, de regalo de su madre en 1988, pero fue detenido temporalmente debido al costo de las negociaciones. Disney Miller aseguró el diseño original que Frank Gehry llevaba a cabo, y el edificio se inauguró finalmente en 2004.
Disney Miller estuvo presente en el aniversario de Disneyland el 17 de julio de 2005 dónde leyó la dedicación inicial a su padre por el cincuenta aniversario del parque temático. Estuvo involucrada directamente en organizar el desarrollo del Museo Familiar Walt Disney en el Presidio Real de San Francisco, el cual abrió en octubre del 2009.

## Vida personal
Cuándo tenía 21 años, Disney y el entonces jugador de fútbol de los USC Trojans, Ron Miller se conocieron a través de una cita a ciegas.  Después de un periodo de citas, la pareja se casó en una boda celebrada en una pequeña iglesia el 9 de mayo de 1954. Su primer hijo, Christopher, nació en diciembre del mismo año. Le seguirían seis más, con un total de siete hijos.
Cinco meses después de su boda, Miller fue reclutado al ejército de los Estados Unidos. Durante su servicio militar, Miller jugó una temporada como ala cerrada con los St. Louis Rams.
A principios de los años setenta, los Miller adquirieron una viña en el Valle de Napa. Su intención era modernizar la propiedad, replantar uvas de primera, instalar nuevas espalderas y protección ante las heladas, pero no para construir o dirigir una prensa de vino. Disney Miller y su marido decidieron construir su propia prensa de vino en 1980. Comenzaron en 1981, ambos operando el Silverado Vineyards Winery en un tramo de su propiedad.
Diane Disney Miller falleció el 19 de noviembre de 2013 a los 79 años, debido a complicaciones médicas desarrolladas después de una caída. Fue sepultada en el Forest Lawn Memorial Park, Glendale, donde también descansan los restos de su padre.
La película Saving Mr.Banks está dedicado en su memoria (falleció poco antes de su estreno).